# Chlodio
Chlodio (auch Chlogio) war der erste namentlich fassbare Merowinger und rex (König) der Salfranken. Er lebte im zweiten Viertel des 5. Jahrhunderts.
Über Chlodio ist nur wenig bekannt, zumal die Quellen nicht immer zuverlässig sind. Seinen Hauptsitz hatte Chlodio im Dispargum castrum, das zwar nach Gregor von Tours im Gebiet der Thüringer (terminum Thoringorum) lag, jedoch bis heute nicht genau lokalisiert wurde (möglicherweise Duisburg (Belgien) östlich von Brüssel oder das deutsche Duisburg). Während bereits die ältere Textforschung auf ein im 17. Jahrhundert beurkundetes Disburg im belgischen Diest (Diestheim) aufmerksam machte, begreift die jüngere Textkritik Chlodios Königssitz jedoch nicht auf thüringischem Territorium, sondern als eine auf das belgische Tongern bezogene Entstellung der civitas Tungrorum in Thoringorum. 2008 bzw. 2013 plädierte Joseph Milz wiederum für das deutsche Duisburg, aufgrund quellenkritischer Überlegungen neigt dem auch Matthias Becher zu.
Nach einer Angabe des Geschichtsschreibers Gregor von Tours war Chlodio verwandt mit Merowech, dem Vater Childerichs von Tournai; nach der Fredegar-Chronik war Chlodio der Vater Merowechs, was aber zweifelhaft ist.
Zwischen 440 und 450 erlitt Chlodio gegen die weströmischen Truppen unter dem Heermeister Flavius Aëtius und dem späteren Kaiser Majorian im Gebiet von Arras eine Niederlage beim vicus Helena; der römische Erfolg wird von dem zeitgenössischen Dichter Sidonius Apollinaris in einer Lobrede erwähnt. Dieser Rückschlag änderte jedoch langfristig nichts an der Ausbreitung des fränkischen Machtbereichs. Die Franken wurden von den Römern (erneut) als Foederaten anerkannt. Sie besetzten mit Cambrai und Arras das Land bis zur Somme. Gregor von Tours lobt Chlodio als einen Anführer, der tüchtig und unter seinem Volk sehr vornehm gewesen sei. Eventuell wurde in der Zeit Chlodios auch bereits Tournai erobert, wo später Childerich seinen Herrschaftssitz hatte.
Zur altnordischen Rezeption Chlodios als Sagengestalt Hlǫðr verweist Reinhard Wenskus auf das Hunnenschlachtlied Hlǫðskviða.